# Alexander Milstein

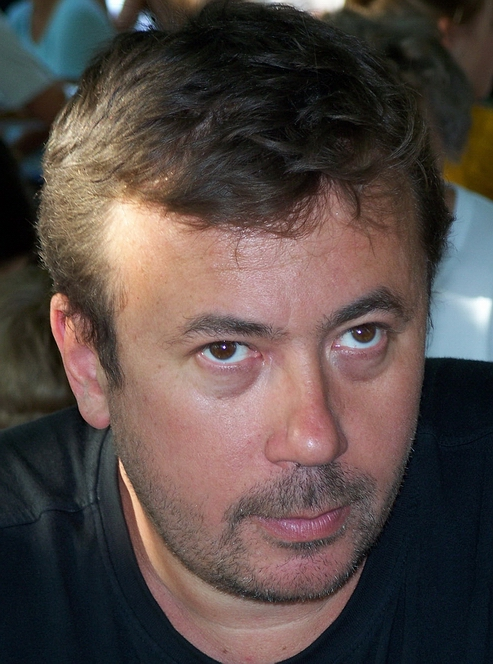
Alexander Milstein, 2007

Alexander Milstein (russisch Алекса́ндр Моисе́евич Мильште́йн, wiss. Transliteration Aleksandr Moiseevič Mil'štein, ukrainisch Олександр Мойсейович Мільштейн Oleksandr Mojsejovyč Milʹštejn; * 8. September 1963 in Charkiw, Ukrainische SSR, UdSSR) ist ein ukrainischer Schriftsteller (schreibt in russischer Sprache), Übersetzer sowie bildender Künstler, darunter Illustrationen zu eigenen Werken.

## Leben
Nach Abschluss seines Studiums an der Fakultät für Mechanik und Mathematik der Nationalen W.-N.-Karasin-Universität Charkiw arbeitete Milstein als wissenschaftlicher Mitarbeiter in der Forschung, begann jedoch schon damals erste Erzählungen zu schreiben. Heute lebt er ausschließlich als Schriftsteller und bildender Künstler. Seit 1995 wohnt er in München.

## Werke

### Schriftsteller und Übersetzer
Alexander Milstein hat bislang drei Bände mit Erzählungen sowie fünf Romane in russischer Sprache veröffentlicht.
2009 erschien seine russische Übersetzung des Erzählbands Sommerhaus, später (russ. Letni dom, possche) von Judith Hermann im Verlag OGI. Weitere Übersetzungen aus dem Deutschen (Uwe Kopf, Christian Kracht, Julia Franck, Judith Hermann) sowie dem Ukrainischen (Serhij Schadan) wurden in Zeitschriften und Almanachs sowie im Internet veröffentlicht.
Deutsche Übersetzungen seiner Werke erschienen 2005 in Der Freund sowie 2006 in der Süddeutschen Zeitung.
Sein Roman Parallelnaja akzija stand 2014 auf der Shortlist für den NOS-Literaturpreis und erhielt 2015 den Literaturpreis „Russkaja premija“.
2018 nahm Milstein am vierten deutsch-ukrainischen Schriftstellertreffen „Eine Brücke aus Papier“ im ukrainischen Mariupol teil.
2023 erschien das dritte Kapitel aus Milsteins Roman Serpantin in dem von Olena Novikova und Ulrich Schweier herausgegebenen Sammelband Durch die Zeiten (Thelem Universitätsverlag), der Erzählungen und Gedichte von 34 ukrainischen Autorinnen und Autoren mit Deutschlandbezug vom 17. bis 21. Jahrhundert enthält. Der Sammelband ist zudem illustriert mit Milsteins Bildern.

### Bildender Künstler
Seit März 2013 zeichnet und malt Milstein in verschiedenen Medien. Im März 2016 fand seine erste Einzelausstellung Rays and Other Letters im SDI München statt. Im Rahmen des Projekts „Eine Brücke aus Papier“ war 2017 seine Ausstellung Okna w Pjatipol („Fenster nach Pjatipol“) im 32 Vozdvizhenka Arts House in Kiew zu sehen.
Einzelausstellungen
- 2016: Rays and Other Letters. Sprachen & Dolmetscher Institut München
- 2017: Okna w Pjatipol. Dzyga Art Center, Lwiw
- 2017: Okna w Pjatipol. 32 Vozdvizhenka Arts House, Kiew
- 2018: Analogowyje maschiny. Städtische Galerie, Charkiw
- 2018: Rajok. Filiale des Kunstmuseums Charkiw, Parchomiwka
- 2019: PROSA ENGINE. Rathaus Feldafing, Starnberger See[10]
- 2025: Beobachtete Beobachter. Galerie „Treffpunkt Kunst“, Kunstverein Ottobrunn[11]

Teilnahme an Gruppenausstellungen
- 2016: Don’t be afraid, you are already dead! Galerie FOE, München
- 2017: ART-Work. Mystecki Arsenal (Nationales Kultur- und Ausstellungszentrum), Kiew
- 2017: ART-Work. Städtische Galerie, Wrocław
- 2017: Numero Uno. Galerie Nautilus, München
- 2024: Postfiction. Galerie in der Zedernpassage, Landsberg am Lech[12][13]

## Kritik
Bekannte Literaturkritiker und Kulturschaffende wie Lew Danilkin, Denis Larionow, Juri Leiderman, Samuil Lourié und Alexander Ulanow haben Milsteins komplexe, anspielungsreiche Prosa rezensiert.

## Bibliografie

### Prosa
- Schkola kibernetiki. Moskau 2002.
- Pinoktiko. Charkiw 2008.
- Serpantin. Moskau 2008.
- Kodeks paraschjutista. Charkiw 2013.
- Kontora Kuka. Moskau 2013.
- Parallelnaja akzija. Moskau 2014.
- Pjatipol. Kiew 2017.
- Analogowyje maschiny. Kiew 2018.

### Übersetzungen
- Judit German. Letnij domik, possche. Moskau 2009.